# 中村豊重
中村 豊重（なかむら とよしげ）は、戦国時代の武将。山名氏の家臣。父は中村政重。子に国重。官位は伊豆守。通称・十兵衛尉。一部の史書では実名を「秀重」としている場合があるが、本項では東京大学史料編纂所所蔵の『中村系図』の記述をもとに「豊重」と表記する。

## 生涯
山名氏家臣の中村政重の子として生まれる。豊重の生年は不明だが、永禄3年（1560年）2月26日の私部表合戦に父・政重と共に参加し、主君から感状を与えられたのが史料上の初見とされている。
翌永禄4年（1561年）の若桜表合戦で父・政重が討死すると因幡中村家の家督を継ぎ、代々の受領名である「伊豆守」を名乗った。山名豊数に従った後、永禄5年（1562年）の家之山合戦でも活躍し、感状を与えられた。
永禄6年（1563年）4月3日の湯所口の戦いでは大将に任命され、鳥取城下で武田高信と戦い、手勢を率いて城内に侵入するなど奮戦したが武田勢の反撃によりあえなく討死した。
豊重には2人の男子がいたが、家督を継ぐはずであった長男は豊重に先立って死去しており、次男でまだ幼い鍋法師丸（後の国重）が家督を継ぐことになったため、家督を巡って家中が一時混乱することになった。